# Netikett

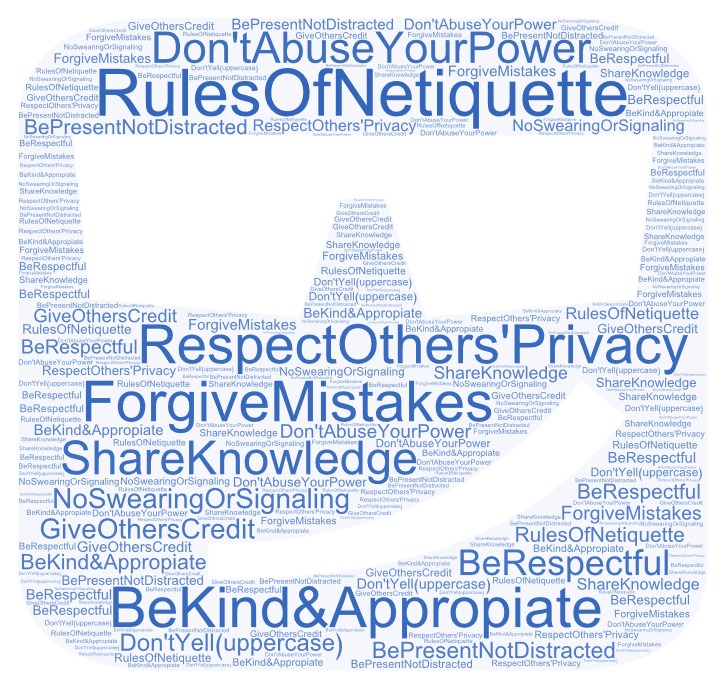
Några vanliga netiquetteregler på engelska, sammanställda som en emojiliknande illustration.

Netikett (på svenska även nätetikett, nätvett eller nätikett), bildat i analogi med engelskans netiquette, är oskrivna och skrivna etikettregler och rekommendationer för uppförande på internet, främst vid skriftlig kommunikation vid till exempel e-post, e-postlistor, chatt, diskussionsgrupper, (förr) BBS:er och andra nätcommunities.

## Motiv till etikettsregler
Netiketten utvecklades därför att skriftlig kommunikation via internet skiljer sig från människors vardagserfarenheter i umgänge i näromgivningen. Man ser inte ansiktsuttryck hos den man talar med och missförstånd uppstår lätt kring vad som är kritik och vad som är humor. Man skriver lätt till en större publik och mängden meddelanden kan bli ohanterligt, särskilt om det uppstår konflikter (flejmkrig).
På internet finns anonyma användare som döljer sig bakom pseudonymer, och vissa av dessa kan skriva provocerande inlägg som man inte skulle göra när man inte är anonym, exempelvis trakasserier (näthat eller nätmobbning) och avsiktliga provokationer (av nättroll). Nätforum har ingen ansvarig utgivare och grindvakt som på tidningarnas insändarsidor.
Publiken kan vara heterogen vad gäller teknisk utrustning, kunnighet, intresse och kulturbakgrund. Netikett utformades för att minska problem med dessa kulturkrockar och med vissa tekniska begränsningar.

## Historik
Fram till internets genomslag bland allmänheten efter mitten av 1990-talet kom nya människor i kontakt med internet framförallt då terminerna började vid olika universitet och högskolor. Netikettregler skrevs ned för att förväntat beteende inte nödvändigtvis var självklart för nykomlingar.
När internet spreds utanför den akademiska världen efter 1995 uppstod september som aldrig tog slut; det var inte bara i september nätet fick nya användare, utan året runt. Dessa nya användare hade inte särskilt mycket kontakt med de "gamla" internet-användarna, bildade egna subkulturer och använde med tiden nya typer av tekniska plattformar, exempelvis communities och sociala nätverk, med större möjlighet till moderering och identitetskontroll.  
Många internetcommunities och tjänsteleverantörer har således utvecklat egna användarvillkor. Med hänvisning till dessa villkor kan forumets moderator eller leverantör radera inlägg och stänga av användare som missköter sig. På senare år har begreppet netikett därmed blivit mindre vanligt och det är sällan man hänvisas till generella regler för internetkommunikation (även om flera av de traditionella netikettreglerna fortfarande är aktuella). 
Med BBS-lagen blev några uppföranderegler lag för leverantörer av publika internetforum i Sverige.

## Traditionella netikettregler
Skolverket har rekommenderat traditionella netikettregler för elever och lärare inom svensk utbildning, som kan sammanfattas enligt följande:
- Tänk efter innan du gör inlägg
- Undvik VERSALER, som kan uppfattas som att du skriker
- Undvik personangrepp, var saklig, behåll lugnet och använd gärna smileys
- Dela upp långa texter
- Skriv tydliga ämnesrubriker
- Kontrollera först tidigare ställda frågor och svar, exempelvis i en FAQ
- Skicka inte privata meddelanden till e-postlistor
- Bifoga inte för tunga filer
- Släng kedjebrev i papperskorgen

Bland annat det nedlagda forumet Passagen hade liknande netikettregler.

## Regler för moderna communities
Moderna webbforum tillämpar i allmänhet regler och användarvillkor, ibland av mer juridisk karaktär, som grund för avstängning av användare och radering av inlägg. Några kända svenskspråkiga exempel är:
- Googles villkor[4]
- Facebook:s gemenskapsregler[5]
- Flashback Forums regler[6]
- Familjelivs säkerhetspolicy[7]
- Sweclockers regler[8]
- svenskspråkiga Wikipedias etikettriktlinje